# Maria-Elisabeth Schaefflerová
Maria-Elisabeth Schaefflerová, nepřechýleně Schaeffler, po roce 2014 Thumannová (* 17. srpna 1941, Praha) je německo-rakouská podnikatelka z Prahy. Je spoluvlastníkem firmy Schaeffler Technologies AG & Co. KG, jednoho z největších světových výrobců valivých ložisek. Dalším ze spoluvlastníků firmy je její syn Georg F. W. Schaeffler.

## Život

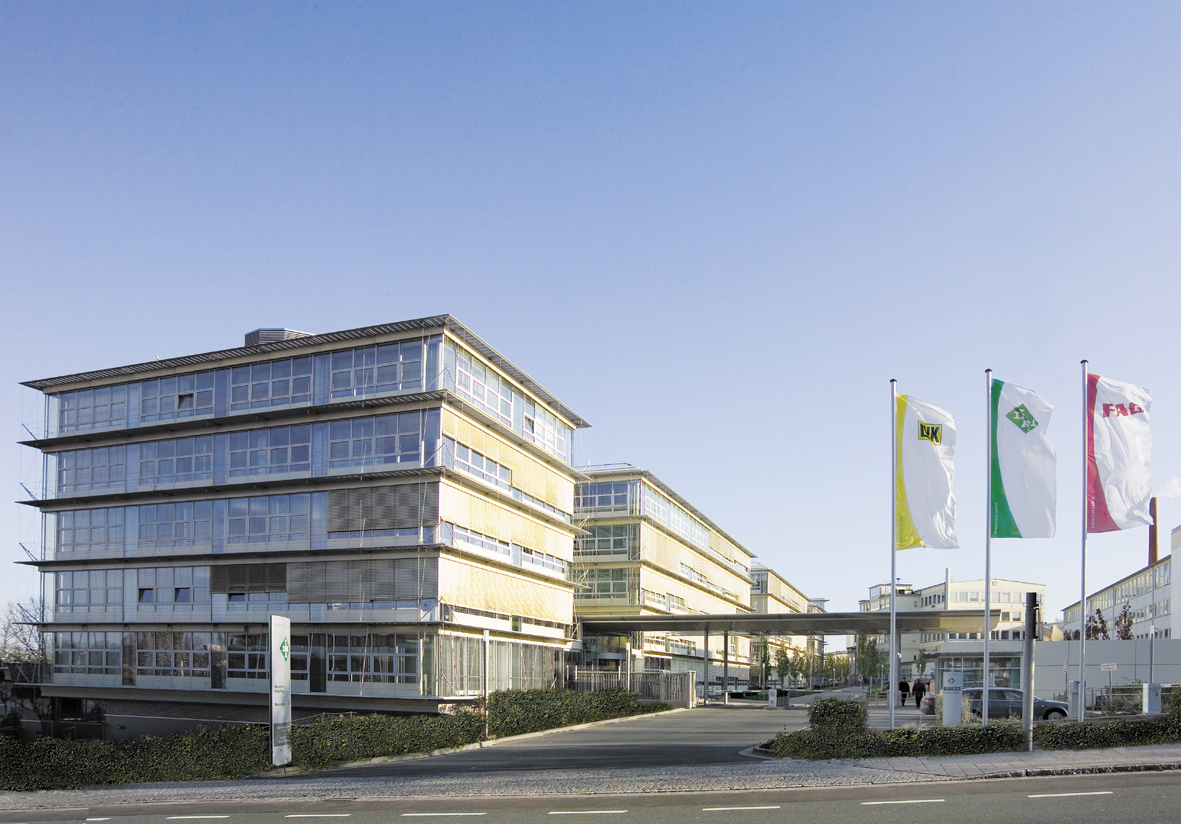
Ústředí firmy Schaeffler v Herzogenaurachu

Narodila se do německé rodiny roku 1941 v Praze, v tehdejším Protektorátu Čechy a Morava, jako Maria-Elisabeth Kurssa. Její praděd pracoval ve firmě Laurin & Klement. V roce 1945 byla rodina vyvlastněna a rodiče uprchli do Vídně, kde Maria-Elisabeth prožila dětství.
Po maturitě nastoupila v roce 1960 studium medicíny na Vídeňské univerzitě, které však v roce 1963 předčasně ukončila a vdala za o 24 let staršího podnikatele Georga Schaefflera (1917-1996) a společně se přestěhovali do Herzogenaurachu v bavorském regionu Franky. Začala pracovat ve společnosti Schaeffler Group AG.
V roce 1996 Georg zemřel a ona převzala vedení rodinného podniku. Pod jejím vedením firma koupila další společnosti INA, LuK a FAG, což společnost Schaeffler Group AG učinilo jedním největších výrobců valivých ložisek na světě. V roce 2008 do portfolia přibyla gumařská společnost Continental AG a v roce 2024 pak i lídra v oblasti elektrifikace i spalovacích řešení pro automobily, společnost Vitesco Technologies Group AG.